# 幌似站

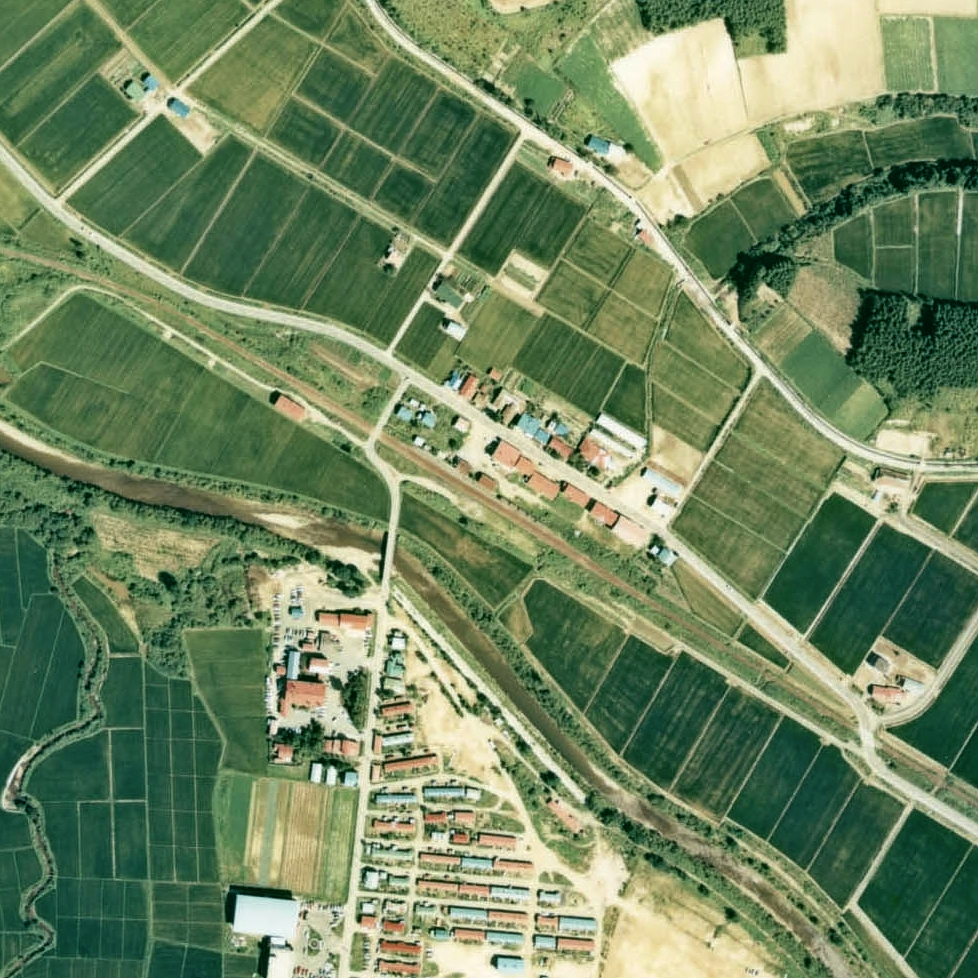
1976年的幌似站與方圓約750米範圍。左邊是岩內方向。相對月台已經撤走，只剩下1面單式月台，站內還遺留了副本線。車站大樓旁邊設有貨物月台，也有貨車停泊中。車站周邊為田園地帶，曾經與鄰站前田站一樣，車站主要裝載農作物，圖中是停止處理貨物前的情況。

幌似站（日语：／ Horoni eki */?）是位於北海道岩內郡共和町幌似，日本國有鐵道的岩內線車站（廢站）。隨著岩內線廢除，車站在1985年（昭和60年）7月1日廢除。

## 歷史
- 1919年（大正8年）12月5日 - 鉄道院岩內輕便線幌似站啟用[1]。當時為一般車站。
- 1922年（大正11年）9月2日 - 路線名改為岩內線。
- 1976年（昭和51年）3月10日 - 結束處理貨物。
- 1984年（昭和59年）2月1日 - 結束處理行李。
- 1985年（昭和60年）7月1日 - 岩內線廢除，此站也廢除。

## 車站構造
截至車站廢除前，此站是地面車站，設有1面1線的單式月台。月台位於路軌北邊（岩內方向的列車會開啟右邊車門）。曾經此站設有2面2線的相對式月台，當時可進行列車交會。車站大樓對面的路軌在廢除交會設備後變成側線，月台己經撤走。此外，靠近小澤一方設有路軌分支，連接至車站大樓東邊的貨物月台（缺角式月台）和貨物側線。
此站是職員配置站，車站大樓位於站內北邊，鄰接月台中央。

## 站名的由來
車站名稱取自所在地名。地名源自阿伊努語的「ポロイチャンイ（poro-ichan-i）」，其意思「大型、鮭魚和鱒魚的產卵場」）。

## 使用狀況
- 在1981年度（昭和56年度），1日上下車人次為54人[2]。

## 車站周邊
車站附近設有大型雷電西瓜和雷電蜜瓜田。
- 國道276號（日语：国道276号）（尻別國道）
- 共和町公所
- 共和簡易郵局
- 堀株川（日语：堀株川）
- 北海道中央巴士（日语：北海道中央バス）（高速岩內號）、二世古巴士（日语：ニセコバス）「共和役場前」巴士站

## 現況
舊站內遺址建設了共和町的「幌似鐵道紀念公園」。設施內設有車站大樓、月台、站名牌、側線，路軌配置停留在當時的狀況。該處展示了再見列車的頭牌、鐵路用品等岩內線相關展品。在貨物側線上停泊了舊式客車SuHaFu42形SuHaFu42 257，客車連接了貨車WaFu29500形WaFu29587棚車（緩急車）共2輛。
後來，由於國道276號岩內共和道路進行工程，公園被移動。真月台和路軌被撤走，貨物月台也被掩埋，只剩下屋頂。車站大樓被遷移，月台和路軌都是新建，保存車輛也遷移移動。截至2011年（平成23年）還存在。

## 其他
電影《旅路》（1967年（昭和42年），製作：東映，導演：村山新治）於此站取景。故事的主角 室伏雄一郎（演員：仲代達矢）於此站執勤。另外，在該作品中也出現了函館本線的鹽谷站。

## 相鄰車站
日本國有鐵道
岩內線
國富－幌似－前田

## 注腳
1. ↑  《官報》 1919年11月26日　鐵道院告示第107号 （页面存档备份，存于）（國立國會圖書館數碼化收藏）
2. 1 2 3 4 5 6  書籍《国鉄全線各駅停車1 北海道690駅》（小學館，1983年7月發行）60頁。
3. ↑   (PDF). アイヌ語地名リスト. 北海道 環境生活部 アイヌ政策推進室. 2007  [2017-11-26]. （原始内容 (PDF)存档于2016-05-27） （日语）.
4. 1 2  書籍《全国保存鉄道III 東日本編》（監修：白川淳，JTB出版，1998年11月發行）28頁。
5. ↑  書籍《北海道の鉄道廃線跡》（著：本久公洋，北海道新聞社，2011年9月發行）13頁。
6. ↑  星良助「昭和30〜40年代 北海道の鉄路」 - 北海道新聞社(2019年)